# Vivarium
Il Vivarium è stato un monastero fondato nel VI secolo da Flavio Magno Aurelio Cassiodoro nei pressi di Squillace, in Calabria. All'interno del monastero Cassiodoro istituì anche un centro di studi sulla Bibbia e una biblioteca, luogo di conservazione della letteratura classica (greca e latina). Cassiodoro intese in questo modo contribuire al successo del lavoro della sua vita, ossia il tentativo di gettare ponti sulle linee di frattura culturali del VI secolo: fra romani e goti, fra i cattolici ortodossi e i loro dominatori ariani, tra est e ovest, fra cultura greca e cultura latina, fra cultura classico-pagana e cultura cristiana.

## Storia
Allo scoppio della guerra greco-gotica, che infuriò in Italia tra il 535 e il 553, Cassiodoro decise di ritirarsi dall'attività politica. Esautorato dal re Vitige, rinunciò alla vita secolare e meditò di ritirarsi in un otium produttivo. Attorno al 537-538 lasciò addirittura l'Italia per Costantinopoli, dove rimase almeno fino al 544, concentrandosi sullo studio delle questioni religiose. In particolare frequentò Giunillo, questore sotto Giustiniano I. Il periodo costantinopolitano contribuì all'approfondimento delle sue conoscenze teologiche. Verso il 544, Cassiodoro tornò nella sua terra d'origine, a Scolacium, dove donò una parte dei suoi possedimenti. Fondò il monastero del Vivarium sui possedimenti del proprio casato, sulla riva del mar Jonio.
Il periodo di fondazione del Vivarium non è certo, benché si tenda a considerare il 544 come probabile datazione, che coinciderebbe con il ritorno di Cassiodoro da Costantinopoli. Esiste inoltre la possibilità che un primo abbozzo di ciò che sarebbe diventato il monastero esistesse già da tempo, presente nei territori di Squillace a partire da una data sconosciuta, in seguito utilizzato come residenza da Cassiodoro al ritorno in patria dopo la guerra gotica. Il silenzio delle fonti non avvalora alcuna delle ipotesi, poiché le Variae erano state già pubblicate e nessuna delle opere dell'ormai ex-uomo politico tratta di questa fondazione; nulla si conosce sul parto di questo progetto, né quando quest'idea fosse stata concepita. Nonostante si possa capire dalle ultime opere di Cassiodoro un avvicinamento alla fede cristiana (si pensi al De anima e all'Expositio Psalmorum), il monastero del Vivarium nacque con uno scopo diverso rispetto al celebre ora et labora: l'obiettivo principale del nucleo monastico era infatti la copiatura, la conservazione, la scrittura e lo studio dei volumi contenenti testi dei classici e della patristica occidentale, che furono sottratti alle devastazioni dei popoli barbari. I monaci ricevevano anche un'istruzione filosofica, teologica e sui classici (greci e latini) direttamente da Cassiodoro. La caratteristica del Vivarium era quindi la sua funzione di scriptorium, con le annesse problematiche relative al reperimento dei materiali, allo studio delle tecniche di scrittura e alle difficoltà economiche; i codici e manoscritti prodotti nel monastero raggiunsero una fama considerevole e furono assai richiesti.
Il monastero doveva essere organizzato come l'eremo di Montecastello, popolato da monaci anacoreti con un pregresso vissuto di vita cenobitica. Lo studium si proponeva di riprodurre la Scuola di Alessandria e quella di Nisibi, dove in quegli anni Giunilio Africano aveva tradotto dal siriaco al latino il commentario alla Bibbia curato da Paolo di Nisibi.

Il complesso è stato localizzato in contrada San Martino, a 1 km dal torrente Alessi, non distante dalle principali rotte marittime per l'Africa, la Spagna, Crotone, la Grecia e Costantinopoli, e non distante dalla via che collegava Roma a nord con le vie per Reggio Calabria e la Sicilia. Era un ricovero per pellegrini e un ospedale per infermi che accorrevano lì da tutta la regione. Oltre allo studium e allo scriptorium, ospitava una fornita biblioteca e un banco per la vendita di manoscritti. La sua collocazione logistica favoriva l'afflusso di beni alimentari coltivati in loco, di pellegrini e di manoscritti da e per l'Italia e l'Oriente. Il monastero si occupò di dissodare varie zone deserte e di procurare alla popolazione circostante i benefici di una superiore cultura materiale. Per la prima volta, venivano raccolti insieme testi sacri e profani, prestando una certa attenzione filologica nel tenere distinte le edizioni originali dagli emendamenti e dalle correzioni successive.
Cassiodoro donò alla comunità di Squillace i suoi possedimenti terrieri perché vi fosse edificato il Vivarium. Acquisito il titolo di patricius nel 507, la sua famiglia era divenuta una delle più potenti d'Italia.
Nel valutare il progetto di Cassiodoro, va tenuto conto del fatto che le immense devastazioni portate dalla guerra gotica avevano messo in pericolo la sopravvivenza non solo della letteratura classica e pagana, ma addirittura di quella cristiana, a causa della distruzione sistematica non solo delle biblioteche, ma in molti casi anche delle città che le avevano fino a quel momento ospitate. Nell'Italia devastata dalla guerra, gli stessi scriptoria in cui erano realizzati i manoscritti erano stati decimati. Sotto la guida di Cassiodoro iniziò quindi un lungo lavoro di trascrizione e di traduzione dei testi latini e greci, nell'intento di salvarli e quindi tramandarli. Cassiodoro incaricò vari grecisti, tra cui Muziano ed Epifanio Scolastico, della traduzione di opere greche a contenuto storico e teologico, che ebbero larga diffusione nel Medioevo.
Il modello educativo predicato nelle Institutiones era funzionale alla vita attiva e contemplativa del Vivarium, in termini di edificazione morale e cristiana dei monaci oppure di finanziamento e realizzazione delle necessarie opere di carità e di misericordia. Le litterae saeculares erano intese come propedeutiche alla formazione degli ecclesiastici nelle litterae divinae. Le trascrizioni dei manoscritti di medicina di Dioscoride, Ippocrate e Galeno costituivano la base teorica delle arti mediche praticate in loco, in ossequio a una regola che prescriveva la condivisione del pane con gli affamati, l'evangelico vestire gli ignudi, curare i malati e dare un ricovero ai pellegrini. In altri casi, le copie e le edizioni rivedute erano destinate a finanziare le attività del Vivarium. L'unione dello studium a una biblioteca rappresentò una novità assoluta nel Medioevo italiano.
La biblioteca era per quei tempi estremamente fornita: conteneva opere pagane e cristiane, latine e greche. I codici, alcuni dei quali pregevolissimi, vennero classificati e disposti secondo le varie materie. Ovviamente, trattandosi di un monastero, al primo posto era la Sacra Scrittura; accanto ad essa, i 22 libri delle Antichità giudaiche e centinaia di altri che trattavano del cristianesimo. La struttura fu arricchita da una selezione di testi significativi della scienza classica ed ellenistica, tra cui molti libri che trattavano di cosmografia: le opere di Giulio Onorio, di Marcellino Illirico, o il celebre codice di Tolomeo. Seguivano opere di filosofia e agraria, affinché i monaci diventassero abili agricoltori: tra questi sono ricordati i trattati di Gargilio Marziale, di Columella e di Emiliano. Per i monaci addetti alle cure mediche vi erano opere di Ippocrate, di Celio Aureliano, la Terapeutica di Galeno e l'Erbario di Dioscoride. Non mancavano le opere di Aristotele, nella recente traduzione latina di Boezio.
Dopo aver raccolto i tesori sapienzali degli antichi latini e greci, fu istituita una scuola di studi sacri e profani.
Dalle esigenze culturali e spirituali della comunità del Vivarium nacque la ricchissima produzione letteraria degli ultimi decenni della vita di Cassiodoro, che comprende almeno nove delle tredici o più opere da lui composte.
Nonostante la biblioteca del Vivarium sia stata infine dispersa e perduta in una data incerta, successiva al 630, la sua attività ebbe un'enorme influenza sull'Europa alto-medievale. Prima della fondazione del Vivarium, la copia dei manoscritti era compito riservato ai religiosi inesperti o fisicamente infermi, ed eseguita in base al capriccio dei monaci alfabetizzati. Grazie all'influsso di Cassiodoro, il sistema monastico adottò un approccio più rigoroso, diffuso e regolare nella riproduzione dei documenti, visti come parte integrante dell'attività del monastero. Questo approccio allo sviluppo dello stile di vita monastico fu tramandato soprattutto attraverso le istituzioni religiose germaniche.

## La localizzazione del Vivarium
La questione dell'identificazione del Vivarium, avviata da Pierre Courcelle nel 1938, è alquanto incerta, e non ha mai trovato una risposta definitiva. In base agli studi effettuati nel corso degli anni, nonostante la divergenza delle ipotesi, appare certo che il complesso del Vivarium dovesse sorgere in un'area poco distante dall'antica Scolacium, ricompresa tra quelle oggi denominate del Monte Moscio e del torrente Alessi, dove attualmente sorge la frazione di Copanello di Stalettì, e delimitata a monte dall'odierna città di Squillace.
Per comprendere pienamente le varie ipotesi di localizzazione, è opportuno un esame preliminare dei documenti sui quali si sono basati gli studiosi: i testi di Cassiodoro, alcune lettere di Gregorio Magno, le miniature che decorano gli esemplari di uno di questi testi, e i documenti di tipo archeologico.

### I testi
Cassiodoro intitola il capitolo XXIX delle sue Institutiones «De positione monasterii Vivariensis sive Castellensis». Tre passi del capitolo sono utili ai fini della localizzazione:
(Cassiodoro, Istituzioni, XXIX)
(Cassiodoro, Istituzioni, XXIX)
(Cassiodoro, Istituzioni, XXIX)
Per L. Cuppo Csaki, tale interpretazione è frutto di un fraintendimento, in quanto nel passo dovrebbe recitare «habetis montes castellis secreta suavia». «Castellis» andrebbe corretto in «Castelli», e pertanto il testo significherebbe «avete i monti, le dolci solitudini [o: i dolci sentieri] del castellum».
Un altro passo utile si trova in Variae:
(Cassiodoro, Variae, XII.15)
Ai fini della localizzazione del Vivarium, sono altresì utili due lettere di papa Gregorio I:
1. la prima, del 598, è indirizzata al vescovo Giovanni di Squillace, in seguito ai reclami dei monaci del monastero cassiodoreo Castellense. Tali reclami erano diretti sia contro il vescovo, che non intendeva rispettare i privilegi riconosciuti al monastero, usurpando donazioni ad esso dirette di cui peraltro non si ha notizia; sia contro gli abitanti del «Castrum quod Scillitanum dicitur», il cui suolo era di proprietà del monastero, i quali non pagavano l'affitto che si erano impegnati a versare. Oltre a ciò, i monaci lamentavano come non fosse ancora avvenuta la parziale restituzione di un terreno di seicento piedi quadrati, situato nell'area dello stesso «Scillitanum Castrum», di cui avevano fatto dono al vescovo perché vi costruisse una chiesa;
2. nella seconda, scritta nel 603, Gregorio concede a un tal vescovo Giovanni di consacrare a Santa Maria la chiesa che egli ha appena fatto costruire.

### Le miniature
Il monastero vivariense è rappresentato in tre codici medievali:
- il Bambergensis (fine VIII secolo) è conservato alla Stadtbibliothek di Bamberga: è il più antico, originario dell'Italia meridionale e deriva da un archetipo vivariense;
- il Cassellanus (IX secolo) è conservato a Kassel;
- l'Herbipolensis (X secolo) è conservato a Würzburg.

Tutti questi codici rappresentano due chiese e un vivario (vasca per l'allevamento dei pesci) appartenente al monastero vivariense. In tutti una delle due chiese è vicina a un torrente che sfocia in uno specchio d'acqua pescoso, mentre l'altra è situata tra due alberi. Poiché i tre codici rappresentano due tradizioni diverse, è da ritenersi che gli elementi comuni risalgano all'archetipo, assai probabilmente un codice prodotto al Vivarium. Detto ciò, le tre miniature presentano alcune differenze:
Bambergensis
mostra un solo fiume, denominato FLUVIUS APELLENA, che separa le due chiese; quella a sinistra, più vicina al fiume, è denominata SCS JANUARIUS, mentre quella a destra, inquadrata tra due palme, è denominata SCS MARTINUS. Al di sotto di quest'ultima, è raffigurato un vivario rettangolare a doppia uscita che si affaccia su un mare pescoso. All'estrema sinistra della pagina, il cui margine è danneggiato, pare sia stata disegnata una pianta fantastica a forma d'ombrello. All'estrema destra, in basso, si erge sul mare quel che sembra un colonnato. La chiesa chiamata SCS MARTINUS è raffigurata come una basilica con due torri; la chiesa denominata SCS JANUARIUS presenta una sola torre, e una superficie rettangolare che rappresenta una strana immagine: dagli angoli superiori si sviluppano due archi doppi paralleli, dall'intervallo dei quali spunta una mano il cui dito medio e l'indice sono piegati nell'atto della benedizione; da ciascuna delle cinque dita fuoriesce un raggio curvilineo; a sinistra di questa mano, tra i due archi, sono comprese le lettere ddσ.
Cassellanus
nella parte superiore della miniatura sono rappresentate due chiese, prive di denominazione e rappresentate in modo assai simile; quella a sinistra è inquadrata tra due alberi generici, a ognuno dei quali è abbinato un volatile, mentre quella a destra sembra essere compresa tra due fiumi, anch'essi privi di denominazione, che sfociano in un rettangolo d'acqua pescoso che si trova sullo sfondo della miniatura. Tra il piano con le due chiese e lo specchio d'acqua, al centro della miniatura, è rappresentato un altro quadrato d'acqua pescoso, simile a una vasca. In basso a sinistra, sotto la chiesa, è rappresentato un rettangolo più alto che largo, che sembra raffigurare della vegetazione e dei campi coltivati.
Herbipolensis
su posizioni invertite, raffigura le stesse chiese del Bambergensis: a sinistra la chiesa inquadrata tra due palme, denominata SCS MARTINUS, a destra l'altra chiesa (priva della rappresentazione della mano divina), denominata SCS ILARIUS, che appare ricompresa tra due corsi d'acqua: quello che la separa da SCS MARTINUS non è identificato, mentre quello dietro SCS ILARIUS, all'estrema destra della miniatura, è denominato FLUCTUS PELLENA. Al di sotto della SCS MARTINUS è rappresentato un quadrato d'acqua pescoso (una vasca), mentre, al di sotto di questa, si trova un lungo rettangolo d'acqua pescoso che si estende fino a sotto la SCS ILARIUS dove sfociano i due fiumi rappresentati. All'estrema sinistra sono raffigurati, dall'alto verso il basso, un volatile e della vegetazione, nell'ultimo quadrato in basso, separato dallo specchio d'acqua pescoso da una barra bianca, delle curve ondulate, che potrebbero rappresentare altra vegetazione o le onde del mare.